# Carcelén (kommunhuvudort)
Carcelén är en kommunhuvudort i Spanien.   Den ligger i provinsen Provincia de Albacete och regionen Kastilien-La Mancha, i den östra delen av landet, 250 km sydost om huvudstaden Madrid. Carcelén ligger 921 meter över havet och antalet invånare är 669.
Terrängen runt Carcelén är kuperad åt sydost, men åt nordväst är den platt. Runt Carcelén är det glesbefolkat, med 12 invånare per kvadratkilometer. Närmaste större samhälle är Alpera, 17,0 km sydost om Carcelén. 